# 蟠龙 (上海)
蟠龙又名盘龙以及蟠龍古鎮，是中華人民共和國上海市青浦區徐涇鎮的一個地名，當地因位於盘龙港的西侧，所以得名。

## 历史
蟠龙镇早在唐代天宝年间已有记载，當地於元代開始称作蟠龙镇。明清两代称作盘龙镇。嘉靖年间，蟠龙被倭寇搗毀，成为废墟。清代一度曾称为盘龙乡，中華民国大陸时期又被叫作蟠龙镇。清代中叶，蟠龙當地形成了十字形街市。
當地後來又屬於徐涇鎮蟠龙村，2002年，蟠龙村和罗家村合併成蟠龙社區。2008年1月10日，當地被划为上海市历史风貌保护区。
2014年，蟠龙天地启动规划，2019年开始建设。2023年4月29日，蟠龙天地公开亮相。它是城中村改造項目，也是长三角一体化示范区新消费示范项目以及集商业、住宅、酒店、绿地于一体的大型综合体，商业建筑面积7.5万方，公共绿地23万方。境內有香花桥、凤来桥、程家祠堂等3座青浦文物保护建筑以及滨水商区、粮仓艺术酒店。蟠龙天地由瑞安集团負責建設。